# 腹脚

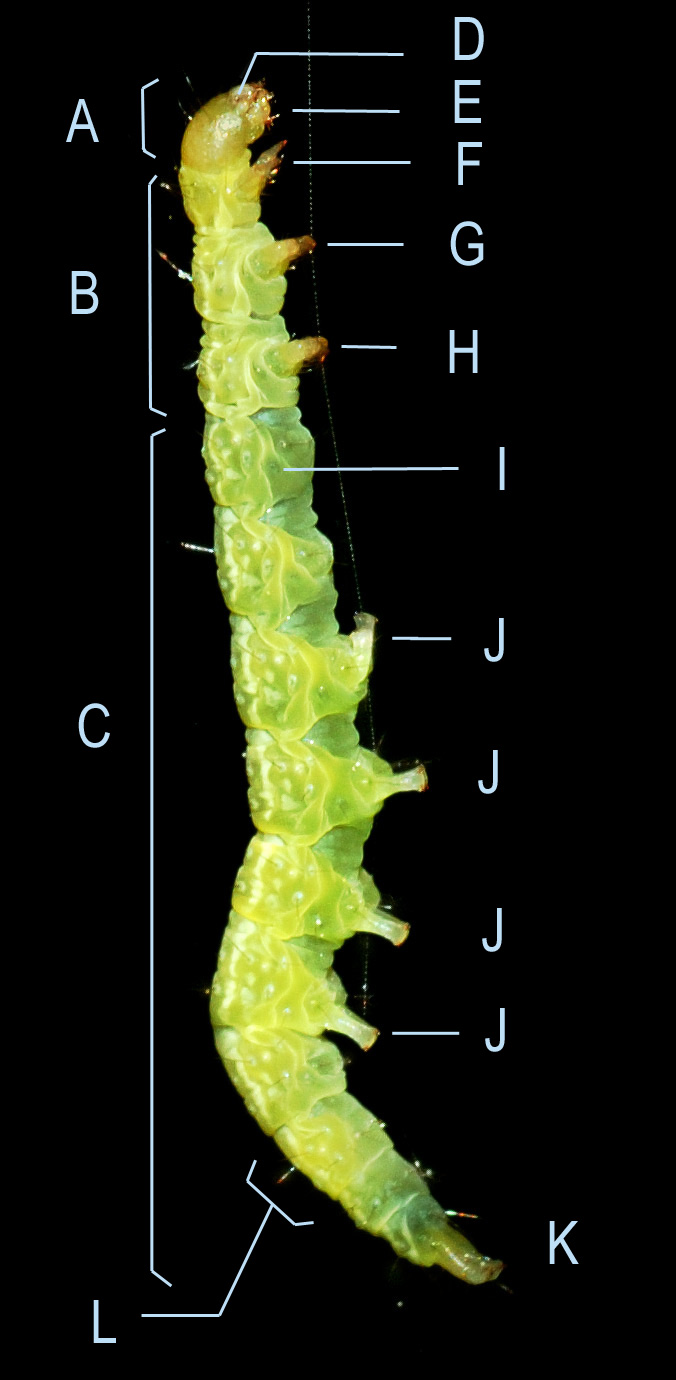
鱗翅目の幼虫
B：胸部
F：前脚 G：中脚 H：後脚
C：腹部
J：腹脚
K：尾脚（腹部末端の腹脚）

腹脚（ふくきゃく、英: proleg）は、一部の昆虫の幼虫が腹部に有する脚状の器官。「脚」と呼ばれるが、胸部の脚（胸脚）とは構造的に異なる。

## 概要
腹脚は幼虫の腹節（腹部の体節）ごとに1対ずつ存在し主として歩行のために用いられる。脚状の器官だが肉質で関節を欠き、成虫期には見られないなど、胸部に3対存在する胸脚とは構造的にまったく異なる。
腹脚を有するのは完全変態昆虫の一部である。特に鱗翅目（チョウ目）と膜翅目（ハチ目）の広腰亜目（ハバチ亜目）のものがよく知られるが、後述するように他の目でも見られる。腹脚の本数や配置には多様性が見られ、これは幼虫期の生活環境や生態の差異に起因すると考えられる。また、複数の目にまたがって存在する腹脚は、目より上のレベルにおいて祖先的なものではなく、それぞれの系統で独立して獲得されたものであると考えられている。
腹脚の起源については付属肢に由来しない腹板の二次的な伸長とする説もあるが、現在では付属肢原基に由来するという説が主流となっている。しかしながら、上述のような分類群ごとの進化的経緯の差異もあり、詳細については未だ不明な点も多いとされる。

## 多様性

### 鱗翅目（チョウ目）

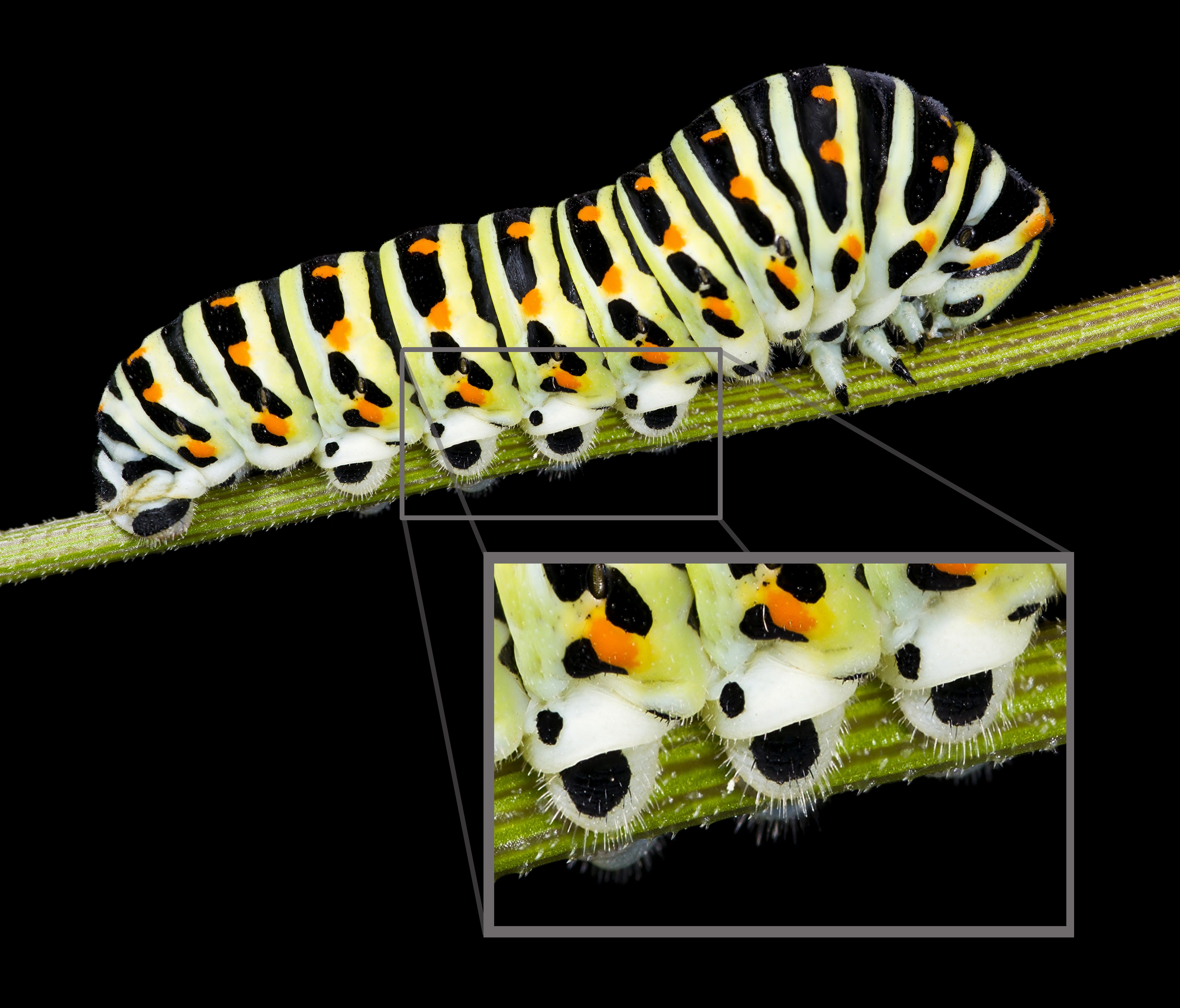
キアゲハ（鱗翅目）幼虫
4対の腹脚と1対の尾脚をもつ

鱗翅目幼虫は基本的に第3、4、5、6腹節および第10腹節に計5対の腹脚を有する。腹部末端の第10腹節に位置する腹脚は特に尾脚（anal proleg）と呼ばれ、前4対の腹脚とは区別される場合もある。腹脚先端には微小な鉤爪（crochet）が環状や帯状に並ぶ。腹脚および腹脚先端の鉤爪の数と配列は分類群によって異なるため、同定に用いることが可能である。代表的なものを以下に紹介する。
| グループ     | 腹脚による分類            | A1 | A2 | A3 | A4 | A5 | A6 | A7 | A8 | A9 | A10 (尾脚) |
| ------------ | ------------------------- | -- | -- | -- | -- | -- | -- | -- | -- | -- | ---------- |
| コバネガ科   | -                         | △  | △  | △  | △  | △  | △  | △  | △  | -  | △          |
| イラガ科     | -                         | -  | △  | △  | △  | △  | △  | △  | -  | -  | △          |
| 基本         | -                         | -  | -  | ○  | ○  | ○  | ○  | -  | -  | -  | ○          |
| コブガ亜科   | -                         | -  | -  | -  | ○  | ○  | ○  | -  | -  | -  | ○          |
| ヤガ科の一部 | セミルーパー              | -  | -  | △  | △  | ○  | ○  | -  | -  | -  | ○          |
| シャクガ科   | ルーパー (シャクトリムシ) | -  | -  | -  | -  | -  | ○  | -  | -  | -  | ○          |

幼虫期が既知の鱗翅目の中ではコバネガ科の幼虫が例外的に第1腹節から第8腹節までと第10腹節に腹脚を持つ。これらの腹脚は筋肉と鉤爪がなく短いもので、その他の鱗翅目のものとは大きく異なる。シャクガ科のほとんどは腹脚を2対しか持たず、シャクトリムシ（looper）と呼ばれる。キンウワバ亜科やシタバガ亜科などのヤガ科の一部は第3、第4腹節の腹脚が退化する傾向が見られる。このような形態の幼虫はセミルーパー（semi-looper）と呼ばれ、シャクトリムシと区別される。すべての腹脚が退化傾向にあるグループも知られる。イラガ科は第2腹節から第7腹節、および第10腹節に腹脚を有するが、すべての腹脚が鉤爪を欠くなど痕跡的で、また、楕円形の吸盤（sucker）と置き換わることが多いため観察しにくい。ホソガ科は齢によって幼虫形態を大きく変化させることが知られ、1齢幼虫は腹脚のみならず、胸脚も持たない。シャチホコガ科には歩行用の器官としての機能性を失い、著しく変形した尾脚を有する種も存在する。

### 膜翅目（ハチ目）

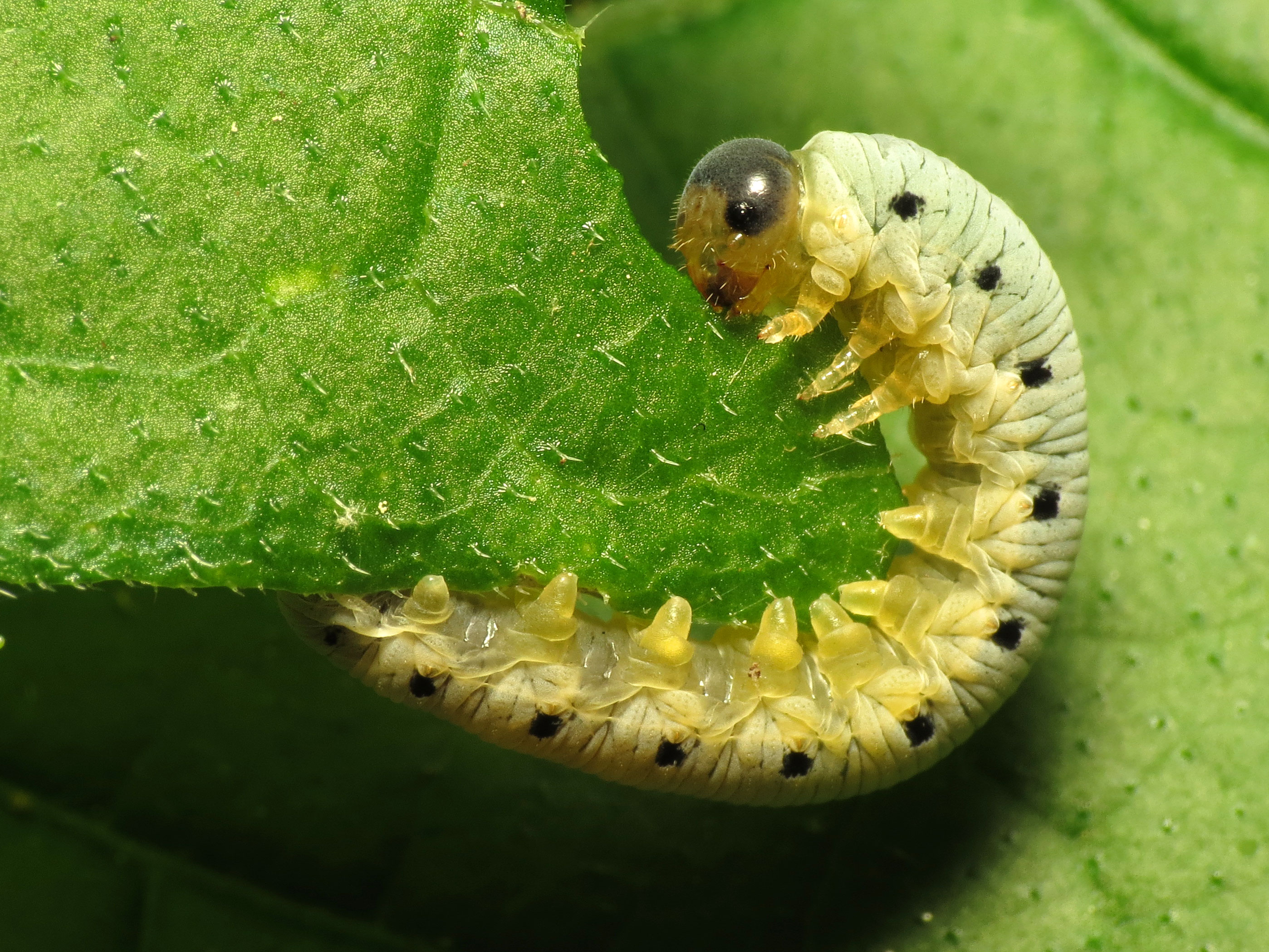
ハバチ上科（膜翅目）の幼虫
7対の腹脚が見える

膜翅目広腰亜目の幼虫は基本的に第2から第8腹節にかけて腹脚を、腹部末端（第10腹節、あるいは第11腹節）に尾脚を有する。上述した鱗翅目の腹脚とは配置が異なり、また、鉤爪を持たない。広腰亜目の幼虫と鱗翅目の幼虫は一見よく似ることが多いが、幼虫の腹脚の数に着目すれば比較的容易に両者を識別することができる。
| グループ       | A1 | A2 | A3 | A4 | A5 | A6 | A7 | A8 | A9 | A10/A11 (尾脚) |
| -------------- | -- | -- | -- | -- | -- | -- | -- | -- | -- | -------------- |
| 鱗翅目         | -  | -  | -  | ○  | ○  | ○  | ○  | -  | -  | ○              |
| 膜翅目広腰亜目 | -  | ○  | ○  | ○  | ○  | ○  | ○  | ○  | -  | ○              |

### 毛翅目（トビケラ目）
毛翅目幼虫は腹部末端に尾脚のみを有し、その他の腹脚を欠く。

### 長翅目（シリアゲムシ目）
長翅目の幼虫は腹脚を有する種がいることで知られるが、幼虫の観察と飼育の困難さから幼虫期の解明はあまり進んでいない。シリアゲムシ科の幼虫は第1腹節から第8腹節にかけて計8対の腹脚を有するが、ユキシリアゲムシ科およびシリアゲモドキ科は腹脚を欠く。このうちシリアゲモドキ科の腹脚の喪失は二次的なものである可能性が示唆されている。長翅目の腹脚は鉤爪を欠く。

### 双翅目（ハエ目）
双翅目幼虫は胸脚が退化して喪失し、とくに水生のグループでは代わりに腹脚が発達する傾向が知られる。双翅目の腹脚は擬脚（pseudopod）と呼ばれることも多い。アミカ下目に含まれるアミカ科、アミカモドキ科、ハネカ科は第1腹節から第7腹節（ハネカ科は第8腹節）にわたって顕著に発達した腹脚を有する。アブ科やムシヒキアブ科のイシアブ亜科は1腹節ごとに3対の突起状の擬脚を有するが、これは腹脚と見なされない場合もある。

### 和文
- 神奈川県環境科学センター, ed (2020). 神奈川県版 河川生物の絵解き検索. 神奈川県.

- 岸田, 泰則（編）『日本産蛾類標準図鑑1』学研教育出版、2011年。

- 久万田, 敏夫 著「葉もぐりのスペシャリスト - ホソガ」、保田, 淑郎; 広渡, 俊哉; 石井, 実（編） 編『小蛾類の生物学』文教出版、1998年、82-90頁。ISBN 4-938489-11-2。

- 冨田, 秀一郎; 畠山, 正統 (2017). 研究成果報告書 昆虫腹脚の多様性と進化の分子機構 (Report). 科学研究費助成事業.

- 那須, 義次 著「3-2. 幼生期の形態」、那須, 義次; 広渡, 俊哉; 吉安, 裕（編） 編『鱗翅類学入門』東海大学出版部、2016年、162-171頁。ISBN 978-4-486-02111-7。

- 森本, 桂 (2011). “翅を失った昆虫 シリアゲムシ類”. 昆虫と自然 The Nature and Insect (ニューサイエンス) 46 (1):  10. ISSN 0023-3218.

### 英文
- Beck, H. (2009). “The larval characterization of the Noctuidae sensu Hampson and of the Nolidae sensu stricto, sensu Hampson and its influence on phylogenetical systematics (Lepidoptera: Noctuidae)”. SHILAP Revista de Lepidopterología 37 (148):  449-461. ISSN 0300-5267.

- Bitsch, Jacques (2012). “The controversial origin of the abdominal appendage-like processes in immature insects: are they true segmental appendages or secondary outgrowths? (Arthropoda Hexapoda)”. Journal of Morphology 273 (8):  919-931. doi:10.1002/jmor.20031. PMID 22549894.

- Byrne, CJ; Moyle, DI (2019年). “The Caterpillar Key Fact Sheet: Limacodidae.”. The Caterpillar Key. 2021年9月5日閲覧。

- Courtney, Gregory W. (1994). “Biosystematics of the Nymphomyiidae (Insecta: Diptera) : life history, morphology, and phylogenetic relationships”. Smithsonian Contributions to Zoology:  1-41. doi:10.5479/si.00810282.550.

- Courtney, Gregory W.; Sinclair, Bradley J.; Meier, Rudolf (2000). “1.4. Morphology and terminology of Diptera larvae”. In Papp, László; Darvas, Béla (ed.). Contributions to a Manual of Palaearctic Diptera. 1. p. 85-161. ISBN 9630488396

- Davis, Donald R.; Landry, Jean-François (2012). “A review of the North American genus Epimartyria (Lepidoptera, Micropterigidae) with a discussion of the larval plastron”. Zookeys 183:  37-83. doi:10.3897/zookeys.183.2556.

- Dolinskaya, Irina V.; Pljushch, Igor G. (2003). “Review of the main morphological characters of the palaearctic notodontid larvae (Lepidoptera, Notodontidae). Communication 1.”. Lambillionea CIII (4):  607-624.

- EPSTEIN, MARC E. (1996). “Revision and Phylogeny of the Limacodid-Group Families, with Evolutionary Studies on Slug Caterpillars (Lepidoptera: Zygaenoidea)”. Smithsonian Contributions to Zoology.:  1-102. doi:10.5479/si.00810282.582.

- Holzenthal, Ralph W.; Blahnik, Roger J.; Prather, Aysha L.; Kjer, Karl M. (2007). Order Trichoptera Kirby, 1813 (Insecta), Caddisflies. In Zhang, Z.-Q.; Shear, W.A. (ed.). “Linnaeus Tercentenary: Progress in Invertebrate Taxonomy”. Zootaxa 1668:  639-698. doi:10.11646/zootaxa.1668.1.29.

- JIANG, Lu; HUA, Bao-Zhen (2016). “Morphology of the immature stages of Panorpa macrostyla Hua (Mecoptera: Panorpidae) with notes on its biology”. 昆虫学报 Acta Entomologica Sinica 59 (9):  1004-1012. doi:10.16380/j.kcxb.2016.09.011.

- Jiang, Lu; Yue, Chao; Hua, Baozhen (2014). “Larval morphology of Panorpodes kuandianensis (Insecta, Mecoptera, Panorpodidae) and its evolutionary implications”. Zookeys 398:  69-82. doi:10.3897/zookeys.398.6675.

- Oka, Kazuki; Yoshiyama, Naotoshi; Tojo, Koji; Machida, Ryuichiro; Hatakeyama, Masatsugu (2010). “Characterization of abdominal appendages in the sawfly, Athalia rosae (Hymenoptera), by morphological and gene expression analyses”. Development genes and evolution 220 (1):  53-59. doi:10.1007/s00427-010-0325-5.

- Rider, David A. (2020). INSECT MORPHOLOGY - ABDOMEN (PDF) (Report). Insect Structure. North Dakota State University. p. 1-3.

- Suzuki, Yuichiro; Palopoli, Michael F. (2001). “Evolution of insect abdominal appendages: Are prolegs homologous or convergent traits?”. Development Genes and Evolution 211 (10):  486-492. doi:10.1007/s00427-001-0182-3. PMID 11702198.

- Yue, Chao; Hua, Baozhen (2012). “Are abdominal prolegs serially homologous with the thoracic legs in Panorpidae (Insecta: Mecoptera)? Embryological evidence (Arthropoda Hexapoda)”. Journal of Morphology 271 (11):  1366-1373. doi:10.1002/jmor.10879. PMID 20715099.